# ドールハウス

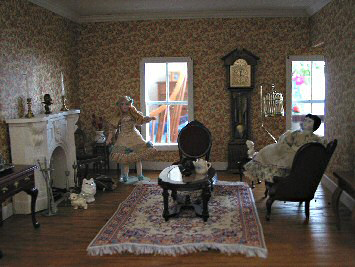
ドールハウスのリビングルーム

ドールハウス（英: doll's house、米: dollhouse）または人形の家（にんぎょうのいえ）は、一定の縮尺で作られた模型の家のこと。建物の外観よりも部屋の内装、家具、調度品、人形などによって生活空間を主に表現する。

## 概要
19世紀ヨーロッパの中流クラスの市民層で、女の子に与えられた玩具の代表的なものであり、男の子にはスズの兵隊などがこれに代わるものとして与えられた。
往々にして、これらは子ども部屋としてあてがわれたロフト（屋根裏部屋）で、大人の生活を妨げないで、子供だけで楽しむためのものだった。
ヨーロッパ伝統のクラフトとして世界中に愛好家を持ち、日本には1970年代後半に入って紹介された。日本ではドールハウスに人形を飾ることはあまり好まれない傾向にあるという。
イギリスのメアリー王妃に1924年5月に贈られた「メアリー王妃のドールハウス」が、1フィートを1インチに縮小した1/12の縮尺だったことから1/12スケールが標準とされている。

## ギャラリー

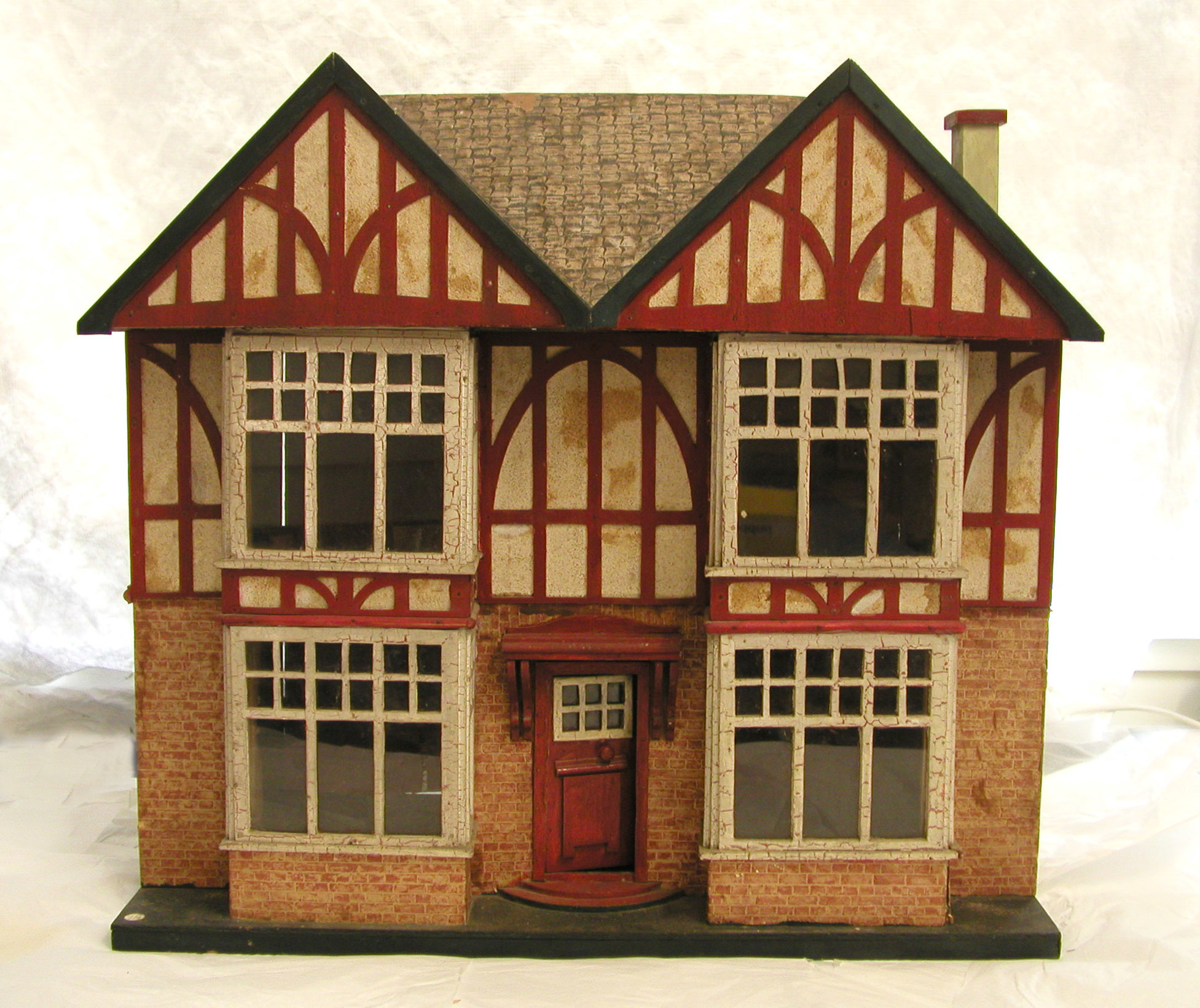
1930年頃のチューダー様式のドールハウス
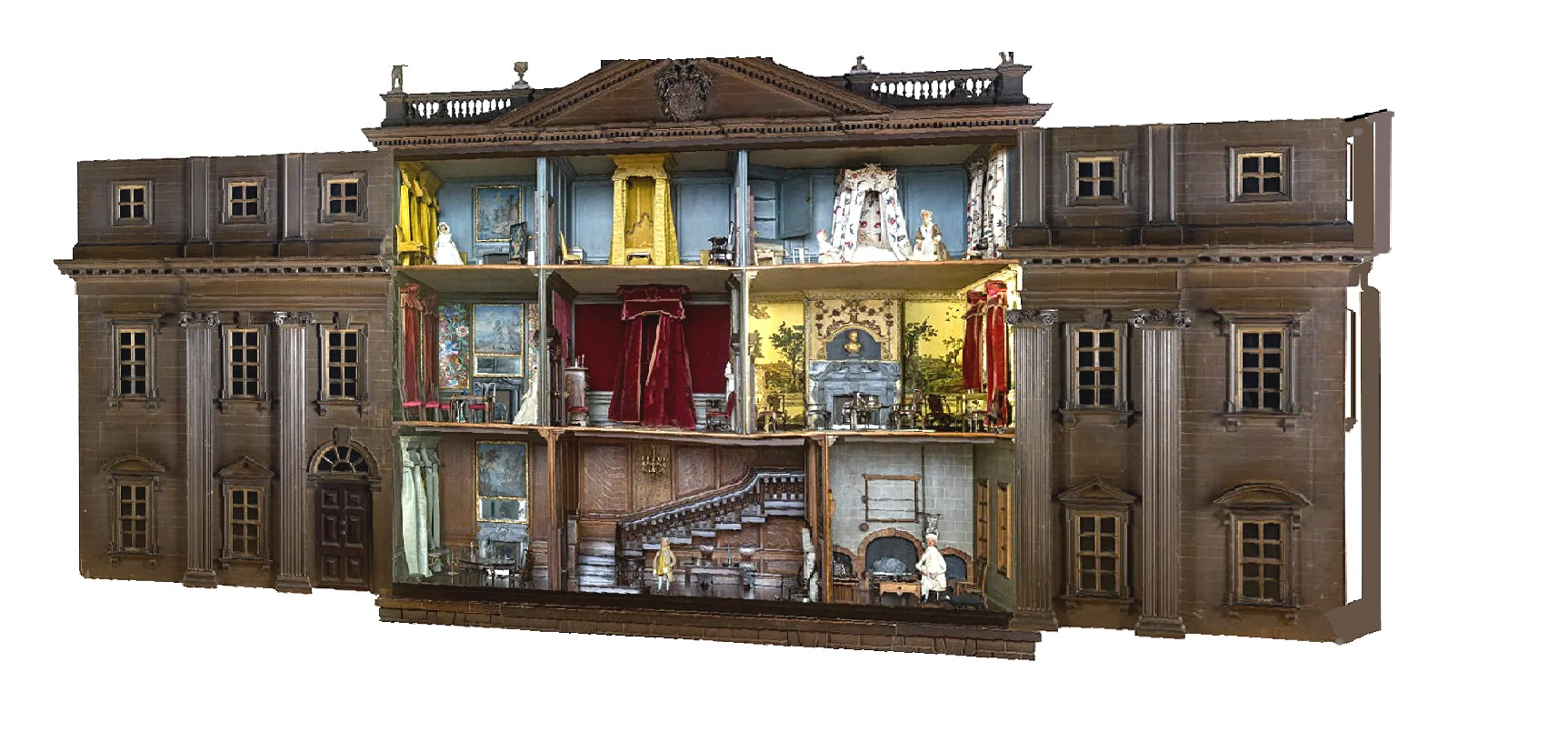
1730年代のノステル修道院（英語版）を模した物
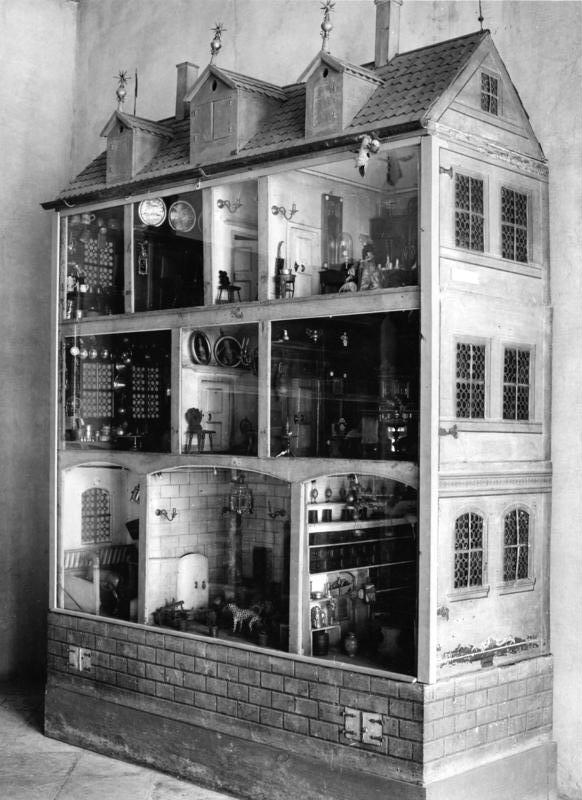
17世紀のニュルンベルクのドールハウス
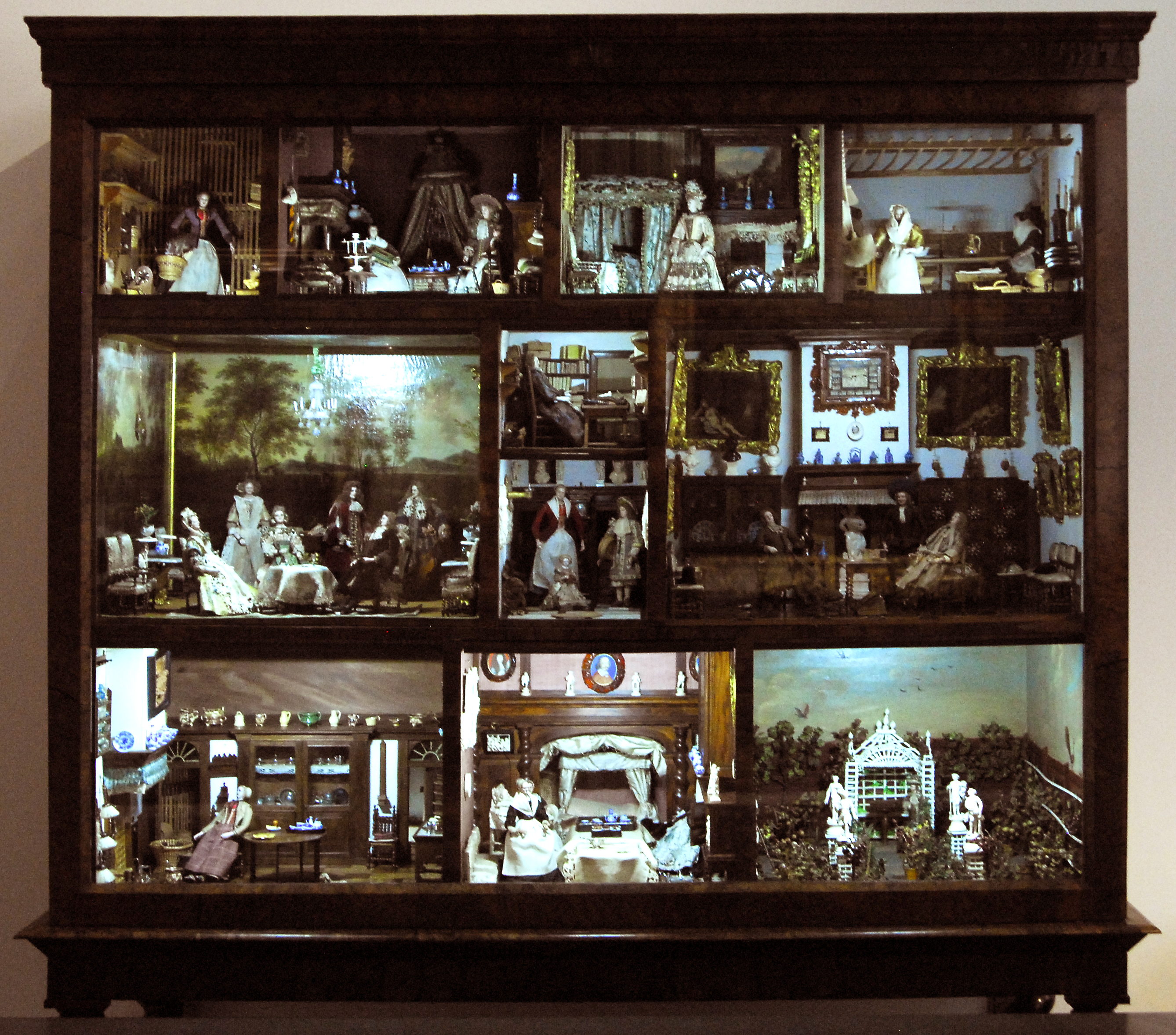
1670-1690年頃のアムステルダムの蒐集家ペトロネッラ・デ・ラ・コート（英語版）のコレクション
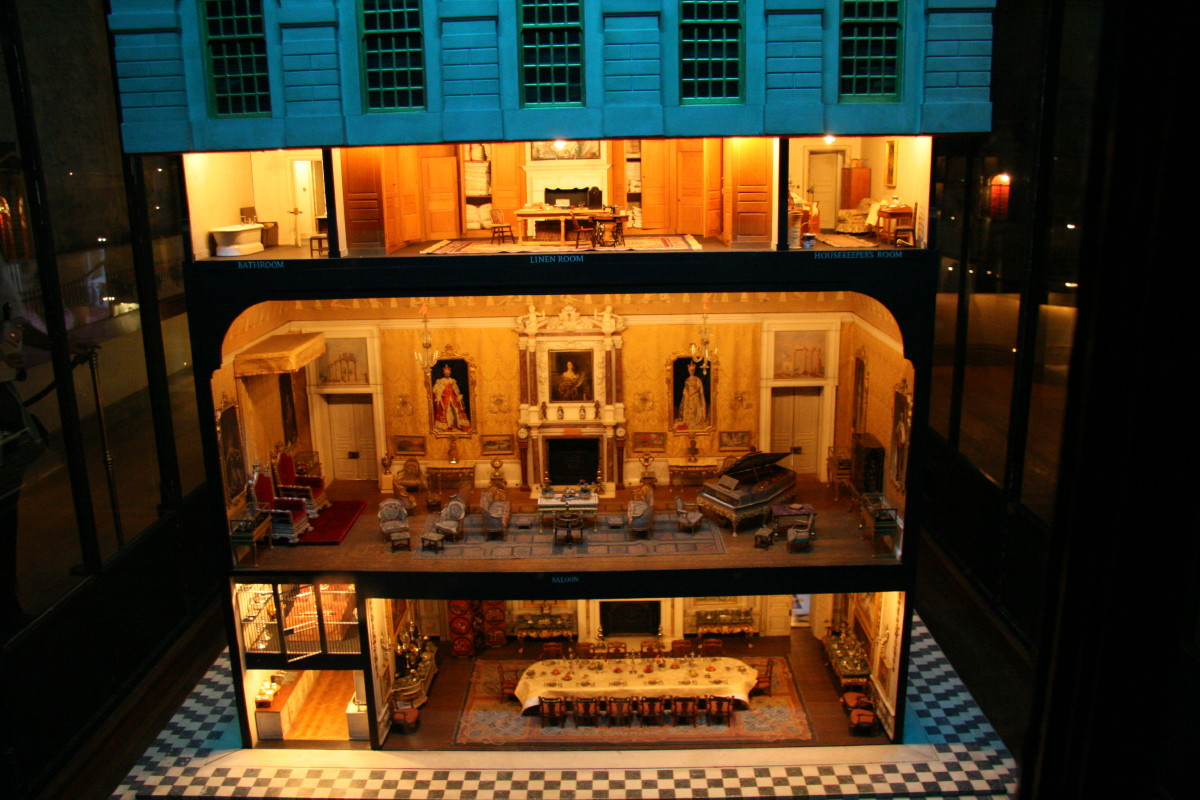
メアリー王妃のドールハウス
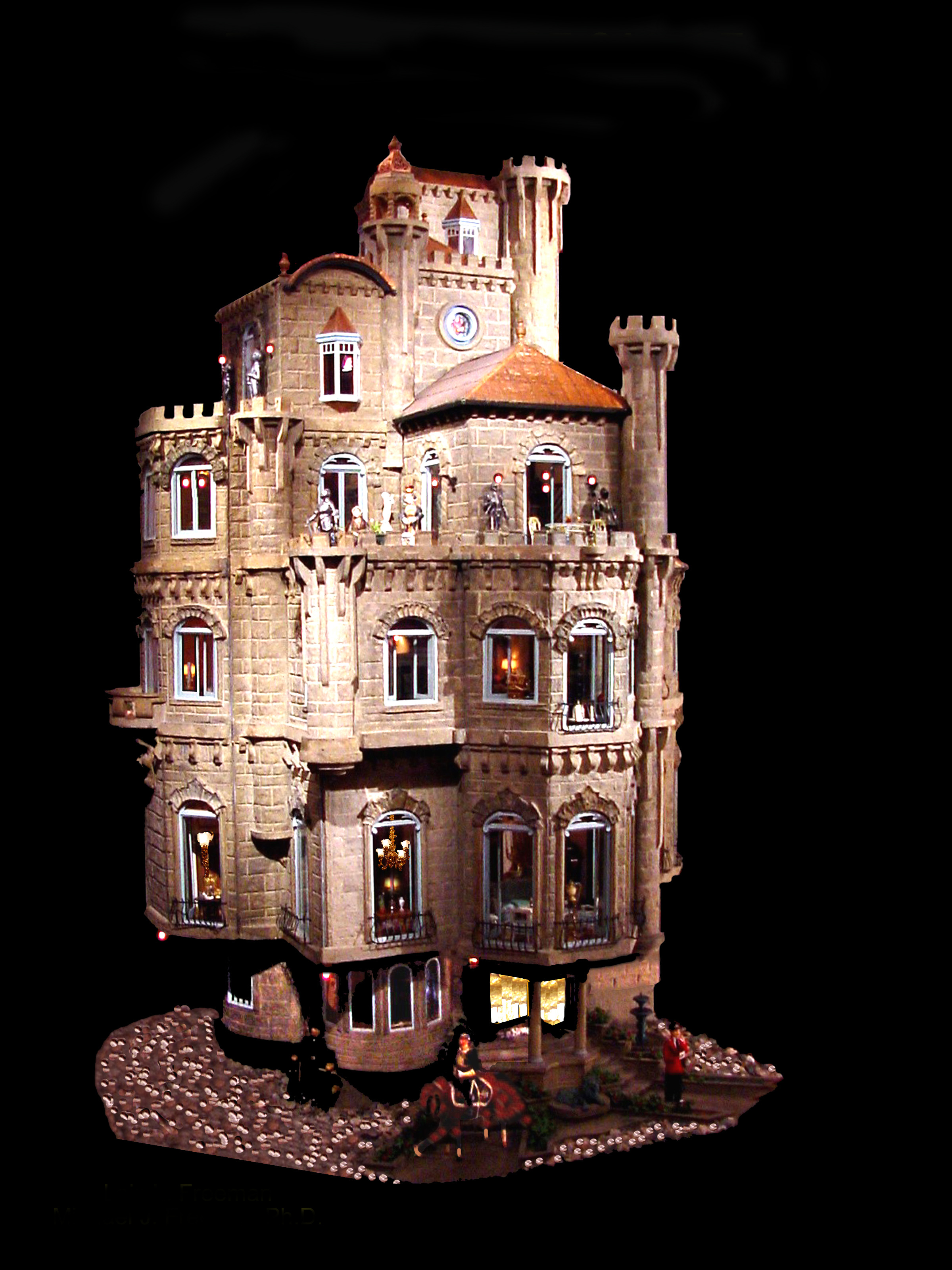
アメリカで1976年から1986年制作されたアストラットドールハウス城（英語版）
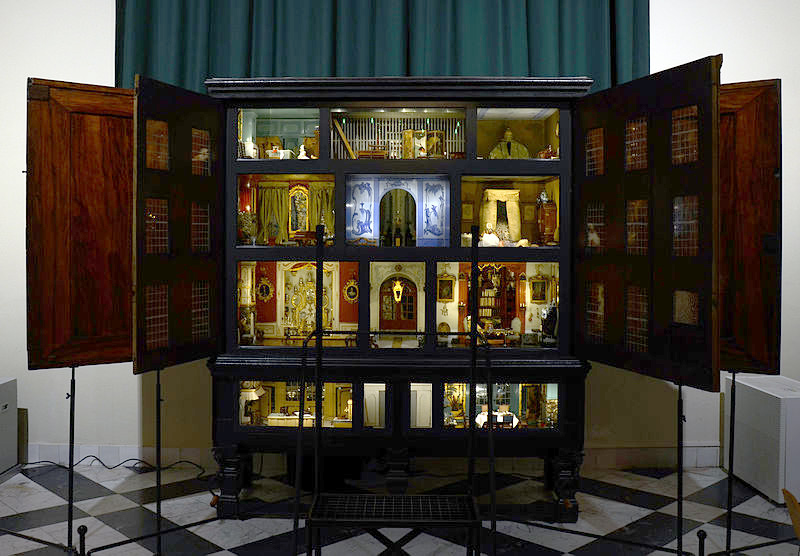
18世紀のオランダの蒐集家サラ・ローテ（英語版）のドールハウス
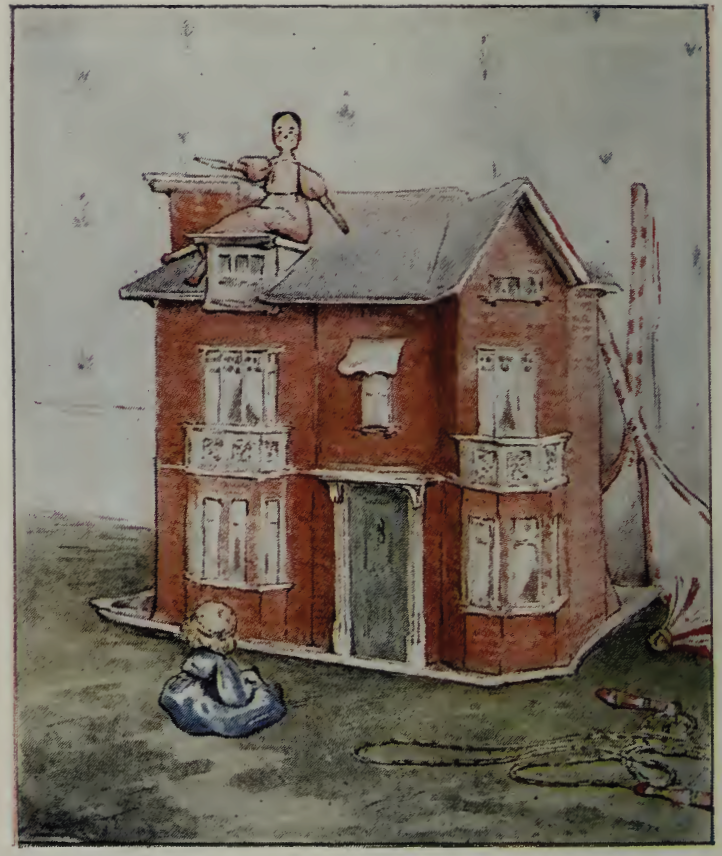
ビアトリクス・ポター著『ピーター・ラビット2匹の悪いねずみのおはなし（英語版）』(1904年)の挿し絵のドールハウス